# Henryk Ciemięga
Henryk Ciemięga (ur. 19 stycznia 1878 w Siemianowicach, zm. 22 lutego 1932 w Katowicach) – polski poeta ludowy, drukarz, zecer, działacz narodowy i społeczny, redaktor „Gazety Ludowej”.

## Życiorys
Urodził się 19 stycznia 1878 roku w Siemianowicach (późniejsze Siemianowice Śląskie). Był samoukiem. Zawodu drukarza uczył się w „Katoliku”, a potem w niemieckiej drukarni Böhma w Katowicach. Następnie jako zecer pracował w różnych drukarniach na terenie Górnego Śląska. Od 1896 roku był członkiem gniazda Towarzystwa Gimnastycznego „Sokół” oraz Towarzystwa Śpiewaczego „Lutnia” w Bogucicach. W 1901 roku objął zarząd drukarni „Górnoślązaka”, a w 1903 roku uwięziono go za działalność propolską.
W 1904 roku zamieszkał w Załężu (późniejsza część Katowic). W 1906 roku założył tam Towarzystwo Polsko-Katolickie „Jedność” i przez kilka lat był jego prezesem. Założył także amatorski zespół teatralny, a w 1909 roku pełnił funkcję prezesa tamtejszego Polskiego Komitetu Wyborczego. 
27 grudnia 1910 roku wziął udział w zebraniu Spółki Wydawniczej „Polak”, na którym powołano Spółkę Wydawniczą „Gazeta Ludowa”. 27 stycznia 1920 roku został postawiony przed sądem ławniczym w Katowicach i oskarżony o obrazę policji w numerach 97 i 150 „Gazety Ludowej”. Pracownikiem redakcji „Gazety Ludowej” był do 1924 roku, a następnie pracował jako korektor w redakcji „Polonii”. 
Zmarł 22 lutego 1932 roku w Katowicach.

## Twórczość
Od 1898 roku współpracował z górnośląskimi i pozaregionalnymi czasopismami i gazetami, m.in. z poznańską „Pracą”, krakowskim „Polakiem”, i „Dziennikiem Berlińskim”, podejmując w korespondencjach i artykułach publicystycznych sprawy regionu.
Pisał również wiersze, przeważnie okolicznościowe. Cechowały się radykalną frazeologią społeczną i patriotyzmem. Własnym sumptem wydał zbiór pieśni Z robotniczych piersi (1918). 
Wiersze patriotyczne ogłaszał w czasie powstań śląskich i plebiscytu na łamach „Głosów znad Odry” – m.in. Hołd Matce Boskiej, W kościele (1919), Szczęśliwy górnik (1920) czy W rocznicę połączenia (1920). Wierszem Witaj Polsko (1919), znanym także jako piosenka z melodią Stanisława Bienioska, uczcił odzyskanie niepodległości przez Polskę.

## Życie prywatne
Pochodził z rodziny maszynisty kolejowego i uczestnika powstania styczniowego Walentego oraz Eufemii z Włoków. Z rodziny wyniósł ukształtowaną polską świadomość narodową oraz dobrą znajomość historii i języka polskiego.
W 1900 roku poślubił Franciszkę Jesionkównę, działaczką narodową.

## Ordery i odznaczenia
- Srebrny Krzyż Zasługi (1926)[9]